# Pasika (okres Mukačevo)
Pasika (ukrajinsky Пасіка, maďarsky Kishidvég)  je osada obce Suskovo, ve vesnické komunitě Poljana , v Mukačevském okrese Zakarpatské oblasti Ukrajiny. První písemná zmínka o této vsi pochází z roku 1600. Do roku 1919 ležela v Uhersku, které bylo součástí Rakousko-Uherska. Poté v Podkarpatské Rusi, která byla součástí Československa. V roce 2025 zde žilo 1193 obyvatel.

## Osobosti
- Gregor Tarkovič (1745–1841), první řeckokatolický biskup eparchie Prešov